# Jezioro Bytnickie
Jezioro Bytnickie (Jezioro Środkowe, niem. Mittel See) – jezioro położone na północny wschód od Bytnicy w woj. lubuskim, w pow. krośnieńskim, w gminie Bytnica o pow. 53,4 ha (rok 1960) – 46 ha (rok 1975) ha. Powierzchnia jeziora szybko zmniejsza się ze względu na postępujące zarastanie oraz odkładanie osadów dennych w postaci mułu. Jezioro jest silnie zeutrofizowane. Średnia głębokość w roku 1960 wynosiła 1,1 m. Jezioro jest częścią obwodu rybackiego „Jezioro Głębokie”. Przepływa przez nie rzeka Biela.